# 오이타현 제1구
오이타현 제1구(일본어: 大分県第1区는 일본의 중의원 선거구이다. 1994년 공직선거법이 개정되면서 신설되었다.

## 지역
- 오이타시 (일부 지역 제외)

2002년까지는 오이타시 서부가 관할 지역이었다.

## 역대 국회의원
| 선거          | 선거          | 의원              | 정당       |
| ------------- | ------------- | ----------------- | ---------- |
|               | 1996년 제41회 | 무라야마 도미이치 | 사회민주당 |
|               | 2000년 제42회 | 쿠기미야 반       | 민주당     |
|               | 2003년 제43회 | 기라 슈지         | 무소속     |
|               | 2005년 제44회 | 기라 슈지         | 민주당     |
| 2009년 제45회 |               | 기라 슈지         | 민주당     |
|               | 2012년 제46회 | 아나미 요이치     | 자유민주당 |
|               | 2014년 제47회 | 기라 슈지         | 민주당     |
|               | 2017년 제48회 | 아나미 요이치     | 자유민주당 |